# 梅澤喜夫
梅澤 喜夫（うめざわ よしお、1944年6月5日 - ）は、日本の化学者。東京大学名誉教授、武蔵野大学客員教授。理学博士。
専門は分析化学、電気化学。主に、生きた細胞内における情報伝達の分子過程を可視化計測する技術の開発・研究を行っている。

## 略歴
- 1944年 - 熊本県に生まれる
- 1963年 - 東京教育大学附属高等学校（現・筑波大学附属高等学校）卒業
- 1967年 - 東京大学理学部化学科卒業
- 1972年 - 東京大学大学院理学系研究科博士課程修了　学位論文「Effect of magnetic field on polarography and redox reaction at the surface of the electrode(ポーラログラフィーにおける磁場効果ならびに電極界面反応に関する研究) 」[1]で東京大学より理学博士の学位を取得
- 1973年 - 東京大学理学部助手
- 1974年 - シンシナティー大学博士研究員
- 1975年 - ノースカロライナ大学チャペルヒル校博士研究員
- 1982年 - ブダペスト工科大学客員研究員（日本学術振興会）
- 1983年 - オハイオ州立大学客員助教授
- 1984年 - 北海道大学理学部助教授
- 1985年 - 同教授
- 1992年 - 東京大学理学部教授
- 1993年 - 東京大学大学院理学系研究科教授
- 1999年 - 科学技術振興機構戦略的創造研究推進事業 (CREST) 研究代表者（2003年まで）
- 2007年 - 東京大学を定年退職。武蔵野大学薬学部（薬学研究所）客員教授

## 受賞
- 日本分析化学会賞（2000年）
- 日本分光学会賞（2005年）
- 日本化学会賞（2006年）受賞の対象となった研究は「イオン・分子の可視化と検出のための新手法」。

## 著書
- 国立天文台編『理科年表』化学部監修 （丸善）
- 『分析化学実験』梅澤喜夫、本水昌二、渡會仁、寺前紀夫 編著（東京化学同人、1999）
- 『理化学辞典』（岩波書店、1998）
- 『化学入門コース7 分析化学』（岩波書店、1998）

他多数